# Kristian Tellerup
Kristian Tellerup (født 7. januar 1947) er forfatter og forlægger.
Kristian Tellerup er uddannet lærer og har undervist på københavnske skoler og fungeret som skolebibliotekar. Han startede sit eget forlag, Forlaget Tellerup, for at udgive sin debutbog Preben Ræv i 1972, da de eksisterende forlag ikke viste interesse for den.[kilde mangler]